# Szumátrai erdeifogoly
A szumátrai hegyifogoly (Arborophila sumatrana)  a madarak osztályának tyúkalakúak (Galliformes) rendjébe és a fácánfélék (Phasianidae) családjába tartozó faj.
A magyar név forrással nincs megerősítve.

## Rendszerezés
Besorolása vitatott, egyes rendszerezők a fogolyformák (Perdicinae) alcsaládjába sorolják.

## Előfordulása
Indonézia és Malajzia területén honos.

## Külső hivatkozások
- Képek az interneten a fajról